# National Organization for Women
Die National Organization for Women (NOW; deutsch Nationale Organisation für Frauen) ist die größte US-amerikanische feministische Organisation.

## Mitglieder
Nach eigenen Angaben hat NOW heute 550.000 zahlende Mitglieder in allen US-Bundesstaaten. Von Anfang an war die Mitgliedschaft auch für Männer offen.

## Geschichte
NOW wurde am 30. Juni 1966 in Washington, D.C. gegründet. Zu den 28 Gründerinnen gehörte Betty Friedan, Autorin des wegweisenden feministischen Klassikers The Feminine Mystique (1963), die auch erste Präsidentin der Organisation wurde. Ein weiteres Gründungsmitglied war Reverent Pauli Murray, die erste afroamerikanische Priesterin der Episkopalkirche. Die zweite Präsidentin war 1970 die Historikerin und Bürgerrechtsaktivistin Aileen Hernandez, die 1973 die Black Women Organized for Action in San Francisco gründete. Von 1987 bis 1991 war Molly Yard die Präsidentin von NOW. Seit 2009 ist es die Jura-Professorin Terry O’Neill.

## Anliegen
Der ursprüngliche Zweck, von Friedan auf eine Serviette geschrieben, war es, „Maßnahmen zu ergreifen, Frauen jetzt (=now) zu einer vollen Beteiligung am Mainstream der US-amerikanischen Gesellschaft zu führen, so dass sie alle Privilegien und Verantwortungen derselben in einer wirklich gleichwertigen Partnerschaft mit den Männern genießen bzw. tragen.“ 1966 stellten sie im „Statement of Purpose“ die grundsätzlichen Forderungen und Ideale der Bewegung vor. In den 1970er Jahren setzte sich NOW für das so genannte Equal Rights Amendment (Gleiche-Rechte-Zusatz, ERA) zur US-Verfassung ein, das eine vollständige gesetzliche Gleichstellung von Mann und Frau garantieren sollte.
Bei ihrer Versammlung am 23. Juli 1989 in Cincinnati (Ohio) wurde das Zwei-Parteien-System der USA diskutiert und in Frage gestellt. Es wurde über die Aufstellung einer dritten Partei diskutiert. Ergebnis war eine Erklärung zur politischen Unabhängigkeit der Frau („Declaration of Women's Political Independence“).
Eine Untersuchungskommission zu Zusätzen zur US-amerikanischen Verfassung wurde gegründet. Diese Zusätze sollten Freiheit von sexueller Diskriminierung und das Recht auf einen moderaten Lebensstandard beinhalten, das Recht auf saubere Luft und sauberes Wasser und Umweltschutz, das Recht auf Freiheit von Gewalttätigkeiten. Der Kommission stand die ehemalige NOW-Präsidentin Eleanor Smeal vor. Einen Monat davor hatte NOW eine Kommission für eine antwortende Demokratie (Commission for Responsive Democracy) eingerichtet.
Bis heute arbeitet die Organisation an Legislaturmaßnahmen für Frauenrechte und Mediendarstellungen von Frauenthemen.
Gegenwärtige Schwerpunkte sind die Beseitigung von Diskriminierung und Belästigung am Arbeitsplatz, in der Schule, im Rechtssystem und allen anderen Gebieten der Gesellschaft, sichere Abtreibung, Geburtenkontrolle und Rechte zur Selbstbestimmung bei der Reproduktion, alle Formen von Gewalt gegen Frauen, die Ausmerzung von Sexismus, Rassismus, Homophobie und der Förderung von Gleichberechtigung und Gerechtigkeit in der Gesellschaft.

## Kritik
Warren Farrell wurde in den 1970er Jahren als einziger Mann dreimal in den New Yorker Vorstand der Organisation gewählt.
Später legte Farrell in seinen Büchern „Warum Männer so sind, wie sie sind“ und „Mythos Männermacht“ dar, wie der Feminismus die Geschlechterverhältnisse sehr einseitig zugunsten der Frauen interpretierte, indem aus weiblichen Ohnmachtserfahrungen auf angebliche Macht der Männer geschlossen wurde, wobei männliche Ohnmachtserfahrungen ausgeblendet blieben.